# Braccio (araldica)
Braccio è un termine utilizzato in araldica: senz'altro, è il braccio umano destro, movente dal lembo sinistro dello scudo e piegato a scaglione. Correntemente si usa il termine destrocherio per indicare il braccio destro e sinistrocherio per il sinistro.

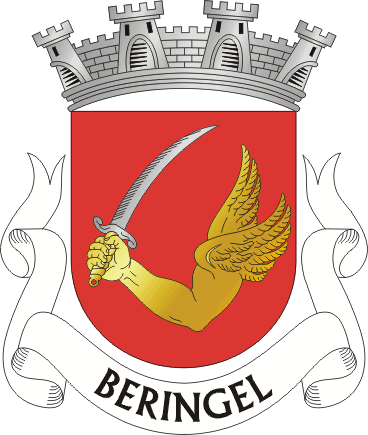
Braccio alato e armato di spada
Braccio armato
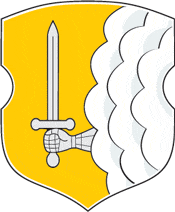
Braccio armato uscente da una nuvola

## Posizione araldica ordinaria
Il braccio si rappresenta, di norma, uscente da un lato dello scudo e piegato ad angolo. 

## Attributi araldici
- alato quando è munito di ala
- alto quando è alzato al cielo: se ha la mano aperta è simbolo di compassione, compressione, tolleranza
- armato quando è rivestito da un'armatura o quando è munito di spada o altra arma: simbolo di alta carica militare o, nel senso figurato di braccio armato simbolo di esecuzione
- col manipolo, con una striscia di drappo pendente dal braccio[1]
- di carnagione quando è nudo: se è in funzione di donare è simbolo di generosità, bontà, bene
- movente da un fianco dello scudo
- uscente da una nuvola
- posto in palo
- reciso
- vestito quando e coperto da una manica di stoffa: è simbolo di generosità oculata, bontà circospetta

- le braccia incrociate sul petto sono simbolo di umiltà, sudditanza assoluta al Principe
- le braccia aperte sono simbolo di ubbidienza o di preghiera

Il braccio è spesso usato come cimiero.